# Johan Afzelius
Johan Afzelius (Larss Församling; 13 de junio de 1753-Upsala; 20 de mayo de 1837) fue un químico sueco. 
Titulado por la Universidad de Upsala en 1776, fue profesor de Química, Metalurgia y Farmacia en esta misma universidad entre 1784 y 1820. Miembro de la Real Academia de las Ciencias de Suecia, siguió los pasos de Torbern Olof Bergman (1735-1784), y se interesó por el estudio de los compuestos orgánicos. Aisló el ácido fórmico disolviendo hormigas y demostró su diferencia con el ácido acético. También estudió el ácido oxálico y el níquel.
Sus hermanos son el naturalista Adam Afzelius (1750-1837) y el médico Per von Afzelius (1760-1843).